# 沙田公共圖書館

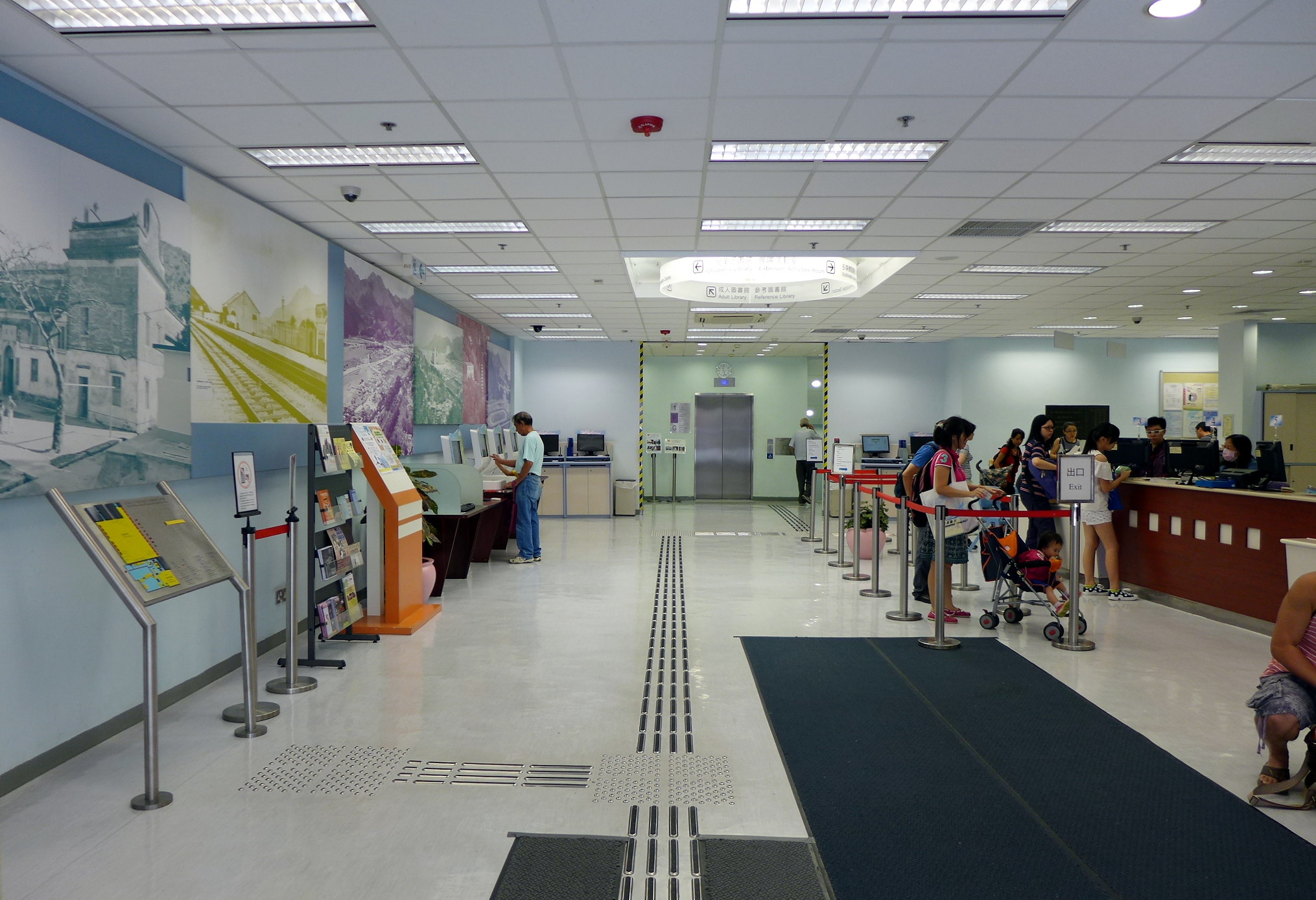
圖書館借還書處

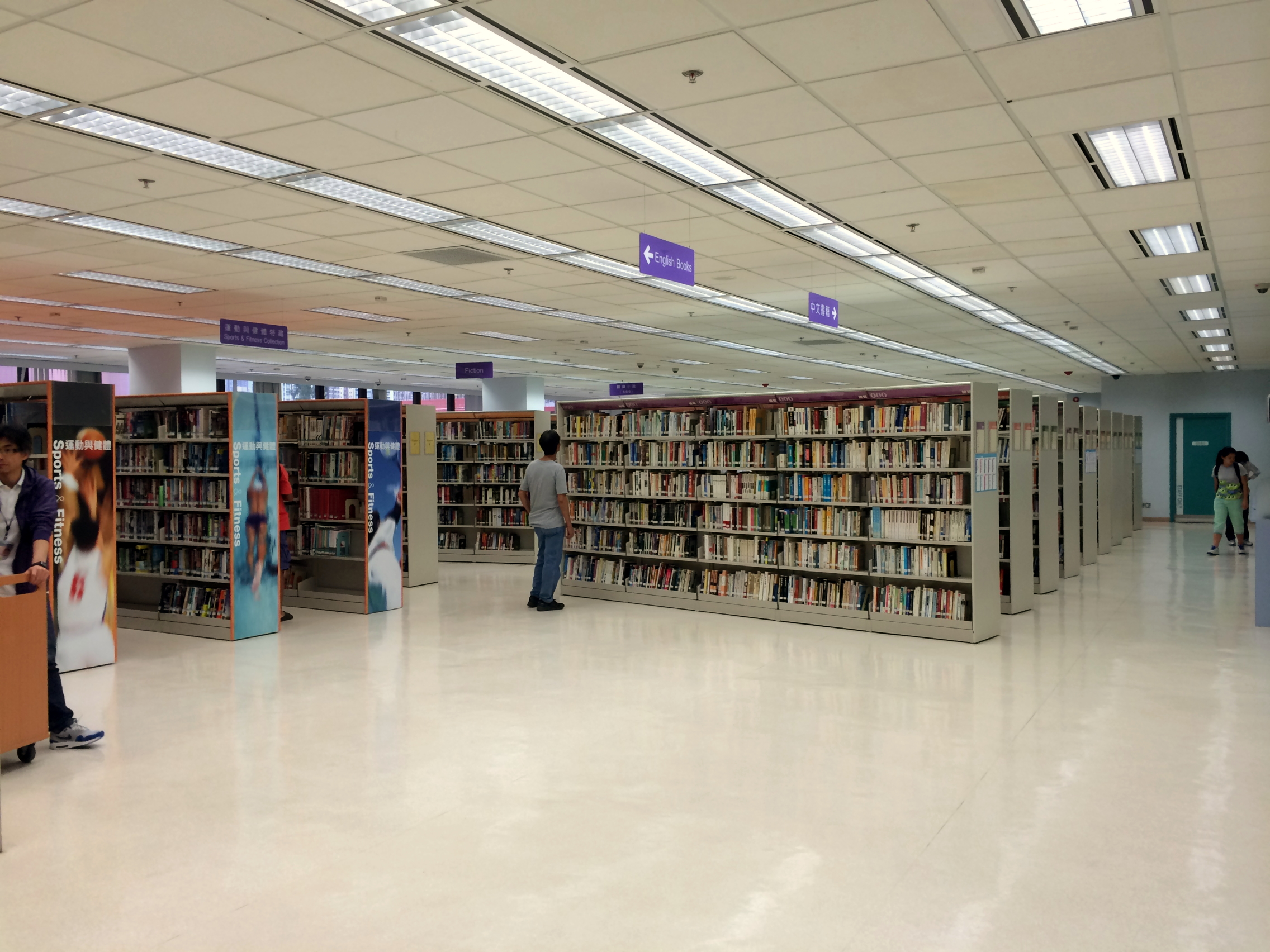
成人借閱圖書館

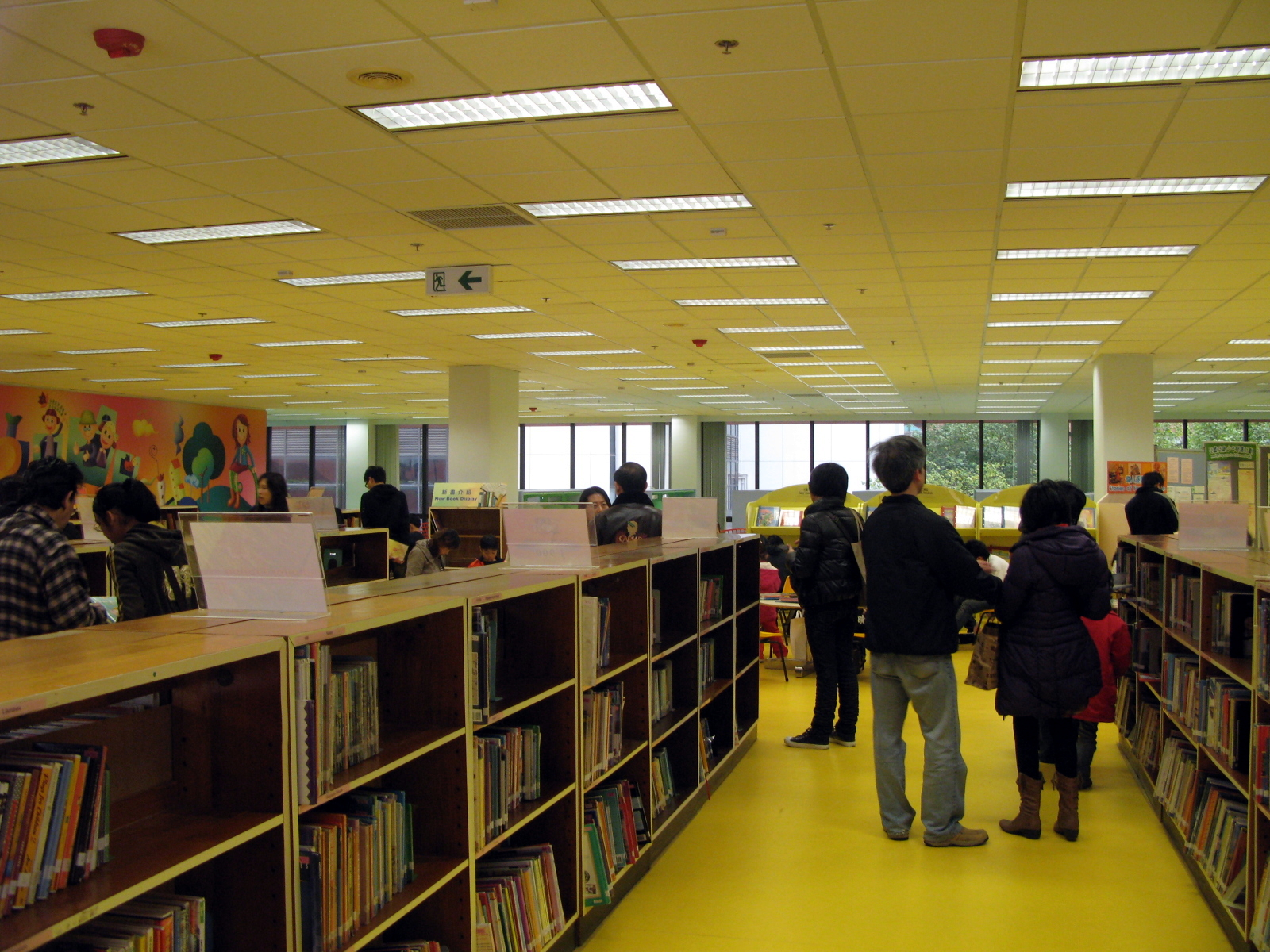
兒童借閱圖書館

沙田公共圖書館（英語：Sha Tin Public Library），於啟用時名為沙田中央圖書館（英語：Sha Tin Central Library），是一間位於香港新界沙田區的公共圖書館，於1987年2月16日正式啟用，該圖書館樓樓面面積3,318平方米，以面積計算是香港第五大的公共圖書館，由康樂及文化事務署管理。

## 歷史
1987年2月16日，沙田中央圖書館正式啟用。當時位於瀝源邨的公共圖書館則名為「沙田公共圖書館」。
1999年，區域市政局為沙田中央圖書館進行翻新工程。
為了配合香港中央圖書館於2001年5月17日啟用，沙田中央圖書館於2000年更改名稱為沙田公共圖書館。
2007年7月，康樂及文化事務署為沙田公共圖書館分階段進行為期約18個月的翻新工程，於2009年初完成。

### 擴建
政府有意擴建沙田公共圖書館，並將沙田公共圖書館、沙田大會堂與沙田婚姻註冊處之間的空間作為擴建圖書館之用，但是工程進行期間可能需要關閉圖書館方便進行工程。不過部分居民並不願意關閉圖書館進行工程。

## 設施
圖書館樓高三層，館藏約共四十四萬項，包括印刷及非印刷資料。館內設有「運動與健體專題特藏」，提供逾18,000項資料。
- 成人借閱圖書館
- 兒童借閱圖書館
- 參考圖書館
- 多媒體圖書館
- 報刊閱覽室
- 電腦資訊中心 (需經登記才可進入)
- 推廣活動室
- 學生自修室
- 咖啡閣

### 設施樓層
| 1樓  | 成人借閱圖書館、參考圖書館、咖啡閣、電腦資訊中心                                 |
| 平台 | 兒童圖書館、推廣活動室 圖書館出入口、借還書處、衣物間 互聯網資訊站、圖書館辦公室 |
| 地下 | 報刊閱覽部、多媒體資料圖書館 流動圖書館辦公室、學生自修室、洗手間（圖書館外）    |

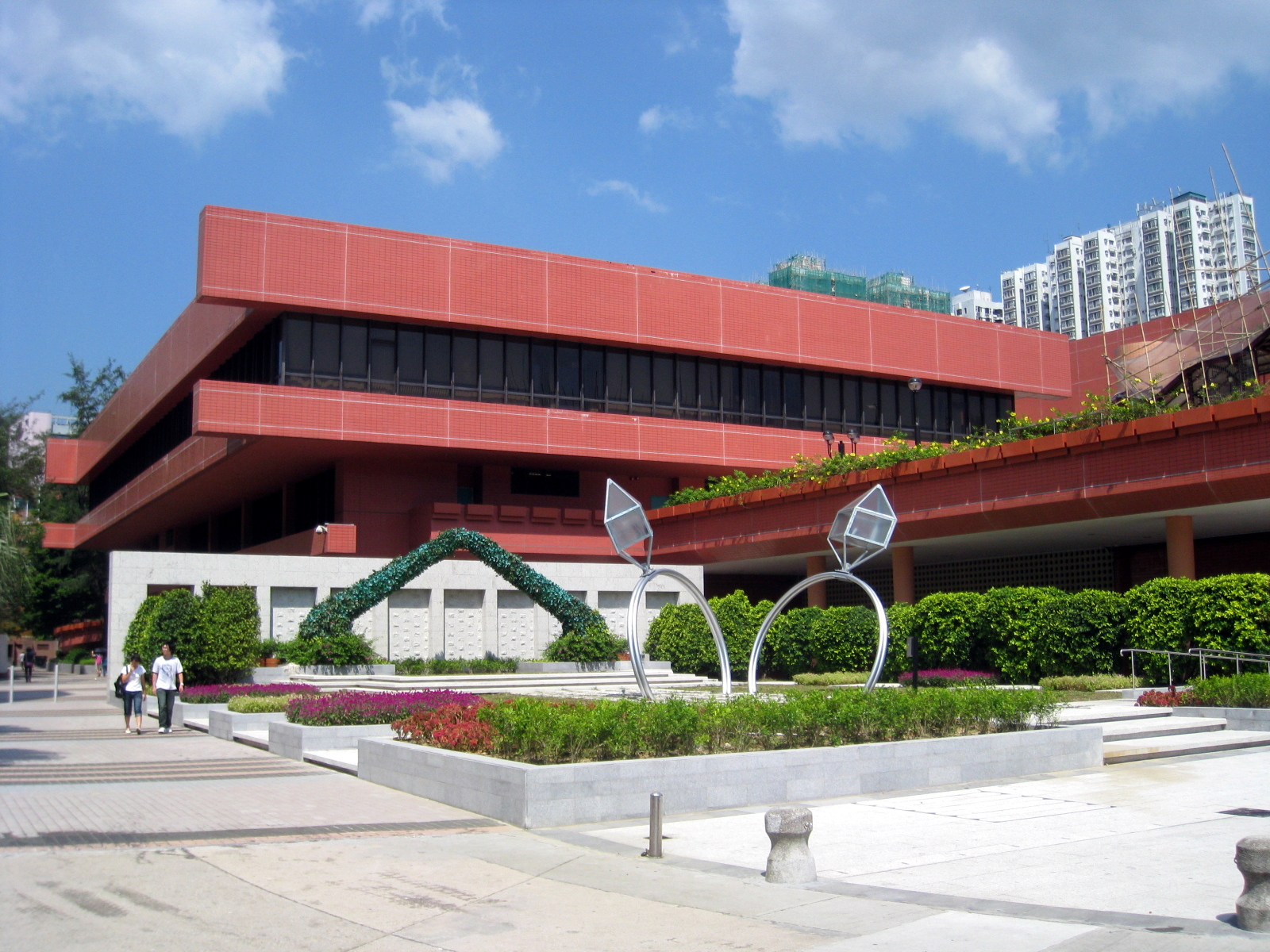
沙田公共圖書館
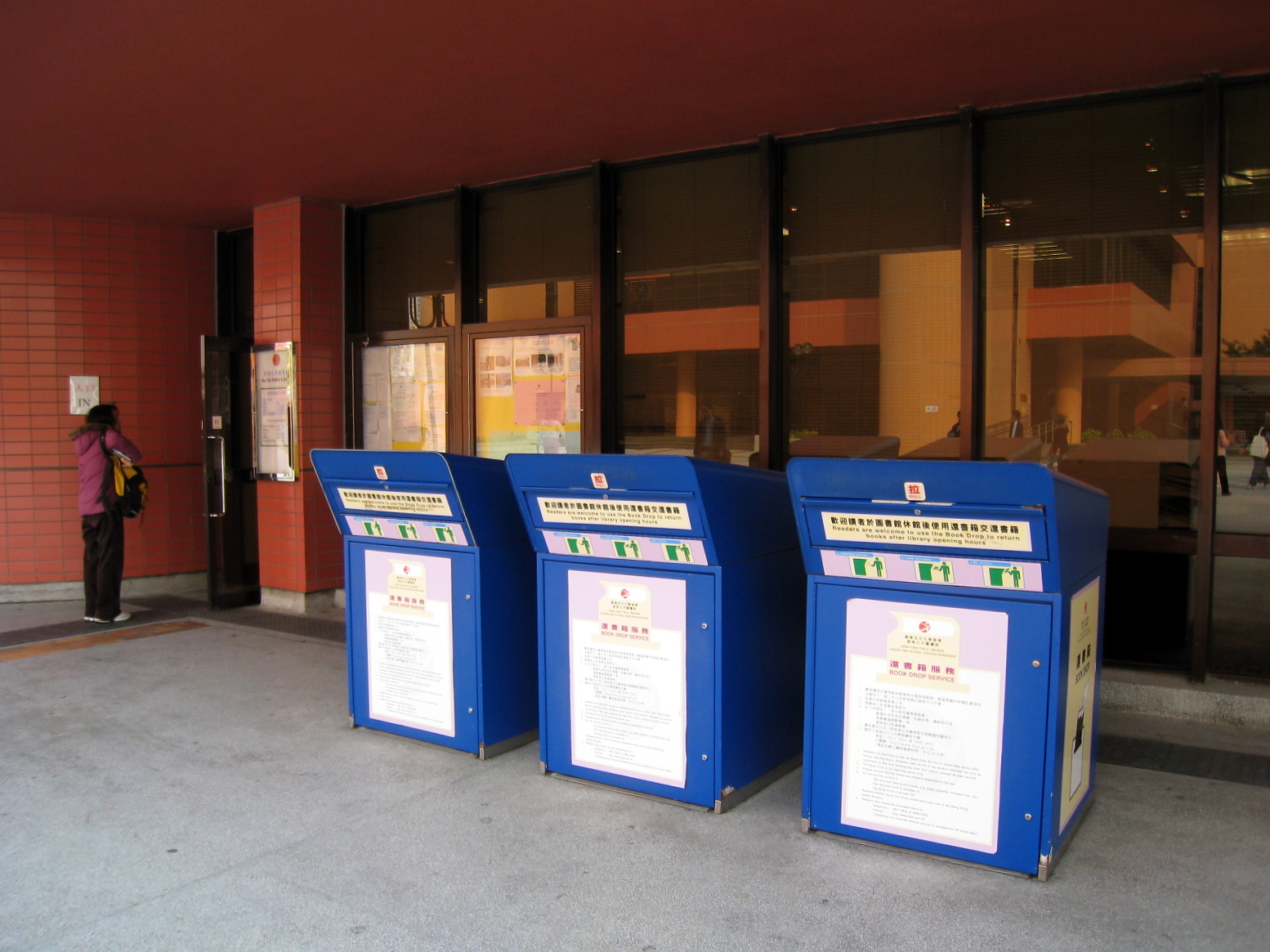
還書箱
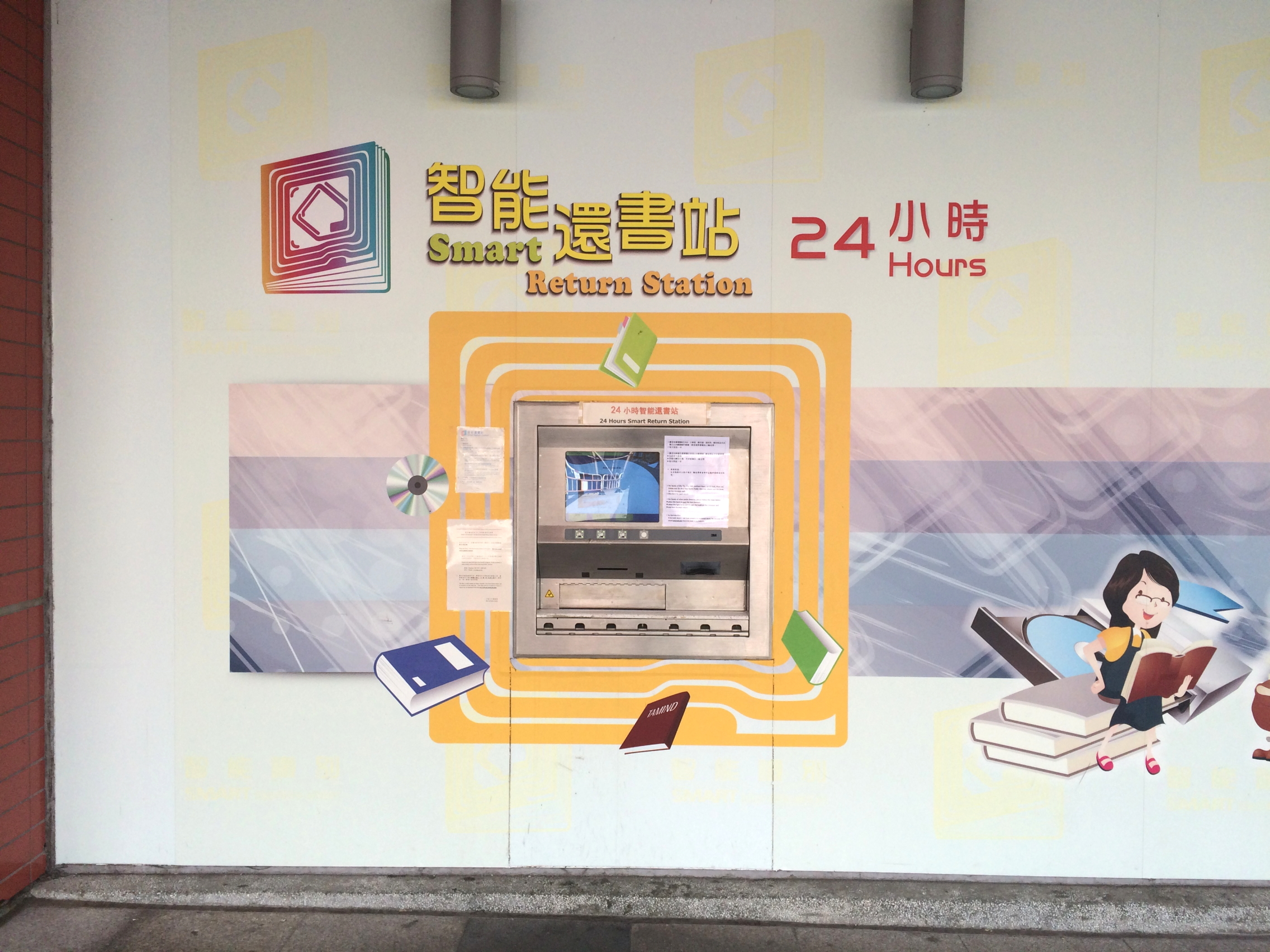
智能還書站
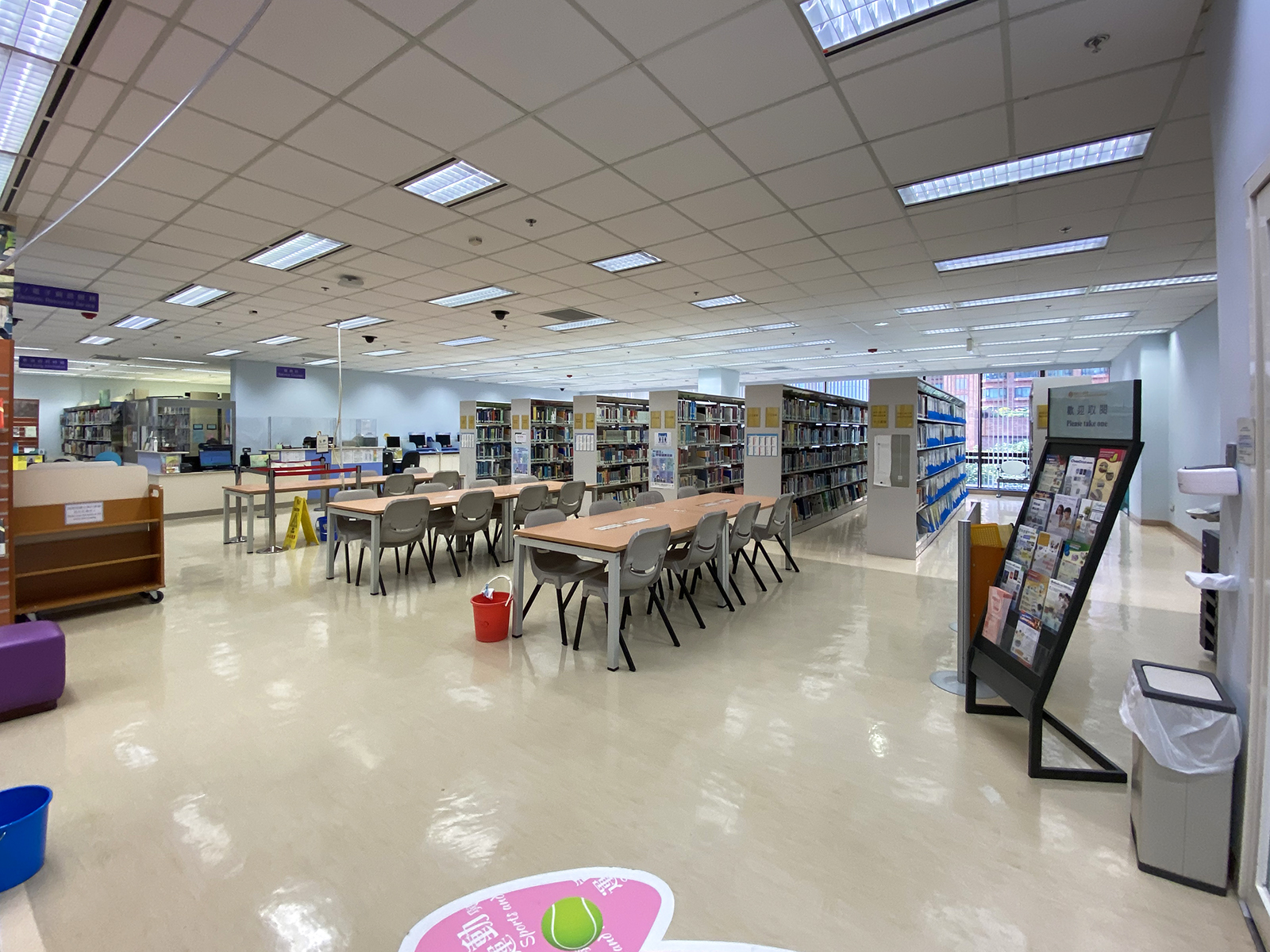
1樓參考圖書館

## 流行文化
1992年香港電影“辣手神探”在該處的成人圖書館和入口取景。戲中梁朝伟在館內杀人。

## 附近建築物
- 沙田大會堂
- 城市藝坊
- 沙田裁判法院
- 沙田公園
- 新城市廣場

## 外部連結
- 沙田公共圖書館 （页面存档备份，存于）
- 沙田公共圖書館 翻新工程通告

22°22′49.95″N 114°11′21.26″E / 22.3805417°N 114.1892389°E